# وینچا (توپولا)
وینچا (به صربی: Vinča) یک منطقهٔ مسکونی در صربستان است که در توپولا واقع شده‌است. وینچا ۱٬۱۷۶ نفر جمعیت دارد.